# Rhynchomys
Rhynchomys es un género de roedores miomorfos de la familia Muridae. Son endémicos de Luzón (Filipinas).

## Especies
Se reconocen las siguientes:
- Rhynchomys banahao Balete et al., 2007
- Rhynchomys isarogensis Musser & Freeman, 1981
- Rhynchomys soricoides Thomas, 1895
- Rhynchomys tapulao Balete et al., 2007

Hay dos especies más pendientes de descripción.